# Kilronan
Kilronan (iriska: Cill Rónáin) är en ort i republiken Irland.   Den ligger i grevskapet County Galway och provinsen Connacht, i den västra delen av landet, 230 km väster om huvudstaden Dublin. Kilronan ligger 10 meter över havet och antalet invånare är 297. Den ligger på ön Aranmore.
Terrängen runt Kilronan är platt. Havet är nära Kilronan österut.  Närmaste större samhälle är Carraroe, 16,1 km norr om Kilronan. 
Klimatet i trakten är tempererat. 